# Carmen-Dorothé Moll
Carmen-Dorothé Moll ist eine deutsche Schauspielerin.

## Karriere
Carmen-Dorothé Moll hatte Rollen in Fernsehserien wie beispielsweise Die Fallers – Eine Schwarzwaldfamilie, Der Fahnder, Der Bulle von Tölz oder Pfarrer Braun. Im Fernsehfilm Spur eines Zweifels (1995) spielte sie eine Nebenrolle. Im Fernsehfilm Lieber Liebe (1996) agierte sie als Silvia. Im Oktober 2017 war sie in der ARD-Telenovela Sturm der Liebe als Astrid Westkamp zu sehen.

## Filmografie (Auswahl)
- 1995: Tatort – Im Herzen Eiszeit
- 1995: Tatort – Die schwarzen Bilder
- 1995: Spur eines Zweifels (Fernsehfilm)
- 1995–1999: Die Fallers – Eine Schwarzwaldfamilie (Fernsehserie, 120 Folgen)
- 1996: Der Fahnder (Fernsehserie, eine Folge)
- 1996: Lieber Liebe (Fernsehfilm)
- 1999: Zwei Brüder (Fernsehserie, eine Folge)
- 1999: Tatort – Bienzle und der Zuckerbäcker
- 2004: Der Bulle von Tölz: Das Wunder von Wemperding
- 2009: Pfarrer Braun (Fernsehserie, eine Folge)
- 2011: Herzflimmern – Liebe zum Leben (Fernsehserie, eine Folge)
- 2016: Tatort – Klingelingeling
- 2017: Sturm der Liebe (Telenovela)

## Theater (Auswahl)
- 1988: Theater44 München: Biographie, ein Spiel (Rolle: Die Assistentin)
- 1990: Guildhall London: Out of this World (Rolle: Chloe)
- 1991: Spiral Theatre Company Southampton: Away Games (Rolle: Inge)
- 2006: Theater44 München: Gatte gegrillt, Debbie Isitt (Rolle: Hilary)